# Tarhos
Tarhos là một thị trấn thuộc hạt Békés, Hungary. Thị trấn này có diện tích 57,45 km², dân số năm 2010 là 955 người, mật độ 17 người/km².